# Pièces de monnaie en peseta espagnole
Les pièces de monnaie espagnoles sont une des représentations physiques, avec les billets de banque, de la monnaie d'Espagne.

## L'unité monétaire espagnole
Le peseta espagnole (ESP ) est l'ancienne devise  de l'Espagne de 1868 à 2002, date à laquelle elle fut remplacée par l'euro.
La peseta était divisée en 100 centimes.

## Les pièces de monnaie espagnoles
La peseta remplace l'escudo le 19 octobre 1868.

### Les pièces de la seconde république (1931-1936)
La seconde république est proclamée à la suite des élections municipales du 12 avril de 1931. Le roi Alphonse XIII part en exil.
La nouvelle série de pièces frappées porte les symboles de la république :
- la mention REPUBLICA ESPAÑOLA
- des allégories de la république

| Valeur      | photo | Paramètres techniques | Paramètres techniques | Paramètres techniques | Description                                                                               | Description                                                         | Description | Millésimes |
| Valeur      | photo | Diamètre              | Poids                 | Composition           | Avers                                                                                     | Revers                                                              | Artiste     | Millésimes |
| ----------- | ----- | --------------------- | --------------------- | --------------------- | ----------------------------------------------------------------------------------------- | ------------------------------------------------------------------- | ----------- | ---------- |
| 5 centimes  |       | 20.20                 | 3,75 g                | Fer                   | une allégorie de la république avec la mention REPUBLICA ESPAÑOLA                         | La valeur faciale 5 CENTIMOS entre deux épis de blé et le millésime |             | 1937       |
| 10 centimes |       | 20.00                 | 3,75 g                | Fer                   | le blason espagnol avec la mention REPUBLICA ESPAÑOLA                                     | la valeur faciale 10 CENTIMOS et le millésime                       |             | 1938       |
| 25 centimes |       | 25.20                 | 7,00 g                | nickel                | une allégorie de la république avec la mention REPUBLICA ESPAÑOLA et le millésime         | la valeur faciale 25 CENTIMOS, une roue dentée et des épis de blé   |             | 1934       |
| 50 centimes |       | 23.40                 | 6,00 g                | cuivre                | une allégorie de la république assise, avec la mention REPUBLICA ESPAÑOLA et le millésime | la valeur faciale 50 CENTIMOS                                       |             | 1937       |
| 1 peseta    |       | 23.30                 | 5,00 g                | argent                | une allégorie de la république assise, avec la mention REPUBLICA ESPAÑOLA et le millésime | la valeur faciale UNA PESETA sous le blason espagnol                |             | 1933       |

Les pièces de 25 centimes et d'une peseta connaissent une deuxième frappe
| Valeur      | Photo | Paramètres techniques | Paramètres techniques | Paramètres techniques | Description                                                                       | Description                                                                 | Description | Millésimes |
| Valeur      | Photo | Diamètre              | Poids                 | Composition           | Avers                                                                             | Revers                                                                      | Artiste     | Millésimes |
| ----------- | ----- | --------------------- | --------------------- | --------------------- | --------------------------------------------------------------------------------- | --------------------------------------------------------------------------- | ----------- | ---------- |
| 25 centimes |       | 21.80                 | 4,90 g                | cuivre                | une chaîne brisée avec les mentions CIENCIA et REPUBLICA ESPAÑOLA et le millésime | la valeur faciale 25 CENTIMOS, entre des feuilles de chêne et un épi de blé |             | 1938       |
| 1 peseta    |       | 23.20                 | 5,00 g                | laiton                | un visage de femme à gauche entourée de la mention REPUBLICA ESPAÑOLA             | la valeur faciale UNA PESETA à côté d'une grappe de raisin et le millésime  |             | 1937       |

### Les pièces du gouvernement nationaliste (1937-1947)
Un coup d'État en juillet 1936 provoque l'effondrement de l'État républicain et le début de la guerre civile espagnole.
| Valeur      | Photo | Paramètres techniques | Paramètres techniques | Paramètres techniques | Description                                                                                                | Description                                                               | Description | Millésimes          |
| Valeur      | Photo | Diamètre              | Poids                 | Composition           | Avers | Revers                                                                    | Artiste     | Millésimes          |
| ----------- | ----- | --------------------- | --------------------- | --------------------- | --- | ------------------------------------------------------------------------- | ----------- | ------------------- |
| 5 centimos  |       | 20.00                 | 1,25 g                | aluminium             | un cheval monté avec la mention ESPAÑA                                                                     | la valeur faciale CINCO CENTI autour des armoiries de l'Espagne           |             | 1940-1941-1945-1953 |
| 10 centimos |       | 23.00                 | 2,00 g                | aluminium             | un cheval monté avec la mention ESPAÑA                                                                     | la valeur faciale DIEZ CENTI autour des armoiries de l'Espagne franquiste |             | 1940-1941-1945-1953 |
| 25 centimos |       | 25.00                 | 7,00 g                | cupronickel           | un faisceau de 5 flêches devant un soleil avec les mentions Il año triunfal, Una, Grande y Libre et ESPAÑA | la valeur faciale 25 CTS avec les armoiries de l'Espagne franquiste       |             | 1937                |
| 50 centimos |       | 20.00                 | 4,00 g                | cupronickel           | une ancre de bateau avec la mention ESPAÑA et le millésime                                                 | la valeur faciale 50 CENTIMOS avec les armoiries de l'Espagne franquiste  |             | 1949 - 1963         |
| 1 peseta    |       | 21.00                 | 3,50 g                | bronze-aluminium      | les armoiries de l'Espagne franquiste avec la mention ESPAÑA et le millésime                               | la valeur faciale 1 PESETA dans un motif géomètrique                      |             | 1944                |

### Les pièces de la régence de Franco (1948-1975)
| Valeur      | Photo | Paramètres techniques | Paramètres techniques | Paramètres techniques | Description | Description                                                                                 | Description | Millésimes          |
| Valeur      | Photo | Diamètre              | Poids                 | Composition           | Avers | Revers                                                                                      | Artiste     | Millésimes          |
| ----------- | ----- | --------------------- | --------------------- | --------------------- | --- | ------------------------------------------------------------------------------------------- | ----------- | ------------------- |
| 10 centimos |       | 17.50                 | 0,80 g                | aluminium             | (première) tête de Franco à droite avec la mention FRANCISCO FRANCO, CAUDILLO DE ESPAÑA POR LA G. DE DIOS et le millésime | la valeur faciale 10 CENTIMOS entourée de feuilles d'olivier                                |             | 1959                |
| 1 Peseta    |       | 21.00                 | 3,50 g                | bronze-aluminium      | (première) tête de Franco à droite avec la mention FRANCISCO FRANCO, CAUDILLO DE ESPAÑA POR LA G. DE DIOS et le millésime | la valeur faciale 1 PESETA autour des armoiries de l'Espagne franquiste                     |             | 1946-1947-1953-1963 |
| 2.5 Peseta  |       | 25.00                 | 7,00 g                | bronze-aluminium      | (première) tête de Franco à droite avec la mention FRANCISCO FRANCO, CAUDILLO DE ESPAÑA POR LA G. DE DIOS et le millésime | la valeur faciale 2.50 PESETAS autour des armoiries de l'Espagne franquiste                 |             | 1953                |
| 5 Peseta    |       | 32.00                 | 15,00 g               | Nickel                | (première) tête de Franco à droite avec la mention FRANCISCO FRANCO, CAUDILLO DE ESPAÑA POR LA G. DE DIOS et le millésime | la valeur faciale CINCO PESETAS autour des armoiries de l'Espagne franquiste                |             | 1949                |
| 5 Peseta    |       | 23.00                 | 5,70 g                | cupronickel           | (première) tête de Franco à droite avec la mention FRANCISCO FRANCO, CAUDILLO DE ESPAÑA POR LA G. DE DIOS et le millésime | la valeur faciale 5 PTAS à côté des grandes armoiries de l'Espagne franquiste sur un aigle  |             | 1957                |
| 25 peseta   |       | 26.50                 | 8,50 g                | cupronickel           | (première) tête de Franco à droite avec la mention FRANCISCO FRANCO, CAUDILLO DE ESPAÑA POR LA G. DE DIOS et le millésime | la valeur faciale 25 PTAS à côté des grandes armoiries de l'Espagne franquiste sur un aigle |             | 1957                |
| 50 peseta   |       | 30.30                 | 12,50 g               | cupronickel           | (première) tête de Franco à droite avec la mention FRANCISCO FRANCO, CAUDILLO DE ESPAÑA POR LA G. DE DIOS et le millésime | la valeur faciale 50 PTAS à côté des grandes armoiries de l'Espagne franquiste sur un aigle |             | 1957                |

Quelques pièces seront frappées à partir de 1966 avec une tête plus âgée
| Valeur      | Photo | Paramètres techniques | Paramètres techniques | Paramètres techniques | Description                                                                                               | Description                                                                                       | Description | Millésimes |
| Valeur      | Photo | Diamètre              | Poids                 | Composition           | Avers | Revers                                                                                            | Artiste     | Millésimes |
| ----------- | ----- | --------------------- | --------------------- | --------------------- | --- | ------------------------------------------------------------------------------------------------- | ----------- | ---------- |
| 50 centimos |       | 20.10                 | 1,00 g                | aluminium             | (deuxième) tête de Franco à droite avec la mention FRANCISCO FRANCO, CAUDILLO DE ESPAÑA POR LA G. DE DIOS | la valeur faciale 50 CENTIMOS sur un épi de blé                                                   |             | 1966       |
| 1 Peseta    |       | 21.00                 | 3,50 g                | aluminium cuivre      | (deuxième) tête de Franco à droite avec la mention FRANCISCO FRANCO, CAUDILLO DE ESPAÑA POR LA G. DE DIOS | la valeur faciale 1 PESETA autour des armoiries de l'Espagne franquiste                           |             | 1966       |
| 100 Pesetas |       | 34.50                 | 19 g                  | argent                | (deuxième) tête de Franco à droite avec la mention FRANCISCO FRANCO, CAUDILLO DE ESPAÑA POR LA G. DE DIOS | la valeur faciale 100 PTAS autour des armoiries de l'Espagne franquiste présentées dans une croix |             | 1966       |

### Les pièces du roi Juan Carlos Ier

#### La première série (1975)
Sur cette première série, la tête du souverain remplace la tête du caudillo.
Les attributs de l'Espagne royaliste réapparaissent sans référence au franquisme
| Valeur      | photo | Paramètres techniques | Paramètres techniques | Paramètres techniques | Description                                                                                            | Description                                                    | Description | Millésimes |
| Valeur      | photo | Diamètre              | Poids                 | Composition           | Avers                                                                                                  | Revers                                                         | Artiste     | Millésimes |
| ----------- | ----- | --------------------- | --------------------- | --------------------- | --- | -------------------------------------------------------------- | ----------- | ---------- |
| 50 centimos |       | 20.10                 | 1,00 g                | aluminium             | (première) tête du roi Juan Carlos à gauche avec la mention JUAN CARLOS, REY DE ESPAÑA et le millésime | la valeur faciale 50 CTS sur un épi de blé                     |             | 1975       |
| 1 Peseta    |       | 21.00                 | 3,50 g                | bronze-aluminium      | (première) tête du roi Juan Carlos à gauche avec la mention JUAN CARLOS, REY DE ESPAÑA et le millésime | la valeur faciale UNA PESETA autour des armoiries de l'Espagne |             | 1975       |
| 5 Pesetas   |       | 23.00                 | 5,50 g                | cupronickel           | (première) tête du roi Juan Carlos à gauche avec la mention JUAN CARLOS, REY DE ESPAÑA et le millésime | la valeur faciale 5 PTAS autour des armoiries de l'Espagne     |             | 1975       |
| 25 pesetas  |       | 26.50                 | 8,50 g                | cupronickel           | (première) tête du roi Juan Carlos à gauche avec la mention JUAN CARLOS, REY DE ESPAÑA et le millésime | la valeur faciale 25 PTAS sous la couronne royale              |             | 1975       |
| 50 pesetas  |       | 30.30                 | 12,50 g               | cupronickel           | (première) tête du roi Juan Carlos à gauche avec la mention JUAN CARLOS, REY DE ESPAÑA et le millésime | la valeur faciale 50 PTAS autour des armoiries de l'Espagne    |             | 1975       |
| 100 pesetas |       | 34.30                 | 17,00 g               | cupronickel           | (première) tête du roi Juan Carlos à gauche avec la mention JUAN CARLOS, REY DE ESPAÑA et le millésime | la valeur faciale 100 PTAS autour des armoiries de l'Espagne   |             | 1975       |

#### La deuxième série (Coupe du monde de football de 1982)
À l'occasion de la coupe du monde de football de 1982, l'Espagne émet une série complète de pièces commémoratives
| Valeur      | Photo        | Paramètres techniques | Paramètres techniques | Paramètres techniques | Description                                                                                                | Description                                                                               | Description | Millésimes |
| Valeur      | Photo        | Diamètre              | Poids                 | Composition           | Avers | Revers                                                                                    | Artiste     | Millésimes |
| ----------- | ------------ | --------------------- | --------------------- | --------------------- | --- | ----------------------------------------------------------------------------------------- | ----------- | ---------- |
| 50 centimos |              |                       | 1,00 g                | aluminium             | (première) portrait du roi Juan Carlos à gauche avec la mention JUAN CARLOS, REY DE ESPAÑA et le millésime | la valeur faciale 50 CTS devant un globe terrestre et un ballon                           |             | 1980       |
| 1 Peseta    | ESP-1pta5    |                       | 3,50 g                | bronze                | (première) portrait du roi Juan Carlos à gauche avec la mention JUAN CARLOS, REY DE ESPAÑA et le millésime | la valeur faciale 1 PTA à côté des armoiries de l'Espagne et de mention ESPAÑA 82         |             | 1980       |
| 5 Pesetas   | ESP-5ptas4   |                       | 5,50 g                | nickel                | (première) portrait du roi Juan Carlos à gauche avec la mention JUAN CARLOS, REY DE ESPAÑA et le millésime | la valeur faciale 5 PTAS autour devant un globe terrestre et un ballon                    |             | 1980       |
| 25 pesetas  | ESP-25ptas3  |                       | 8,30 g                | nickel                | (première) portrait du roi Juan Carlos à gauche avec la mention JUAN CARLOS, REY DE ESPAÑA et le millésime | la valeur faciale 25 PTAS devant un ballon et un filet de but et la mention ESPAÑA 82     |             | 1980       |
| 50 pesetas  | ESP-50ptas3  |                       | 12,40 g               | nickel                | (première) portrait du roi Juan Carlos à gauche avec la mention JUAN CARLOS, REY DE ESPAÑA et le millésime | la valeur faciale 50 PESETAS sous un ballon et la mention ESPAÑA 82                       |             | 1980       |
| 100 pesetas | ESP-100ptas3 |                       | 17,00 g               | nickel                | (première) portrait du roi Juan Carlos à gauche avec la mention JUAN CARLOS, REY DE ESPAÑA et le millésime | la valeur faciale 100 PTAS autour des armoiries de l'Espagne et sous la mention ESPAÑA 82 |             | 1980       |

#### La troisième série
| Valeur      | Photo            | Paramètres techniques | Paramètres techniques | Paramètres techniques | Description                                                                                                   | Description                                                        | Description | Millésimes |
| Valeur      | Photo            | Diamètre              | Poids                 | Composition           | Avers | Revers                                                             | Artiste     | Millésimes |
| ----------- | ---------------- | --------------------- | --------------------- | --------------------- | --- | ------------------------------------------------------------------ | ----------- | ---------- |
| 1 peseta    | ESP-1pta4        | 21.00                 | 1,20 g                | Aluminium             | portrait du roi Juan Carlos à gauche avec la mention JUAN CARLOS, REY DE ESPAÑA et le millésime               | la valeur faciale 1 PTA à gauche des armoiries de l'Espagne        |             |            |
| 2 pesetas   | ESP-2ptas        | 24.00                 | 2,00 g                | Aluminium             | portrait du roi Juan Carlos à gauche avec la mention JUAN CARLOS, REY DE ESPAÑA et le millésime               | la valeur faciale 2 PTAS sur la carte de l'Espagne                 |             |            |
| 5 pesetas   | ESP-5ptas3       | 23.00                 | 5,75 g                | Cupronickel           | portrait du roi Juan Carlos à gauche avec la mention JUAN CARLOS, REY DE ESPAÑA et le millésime               | la valeur faciale 5 PTAS autour des armoiries de l'Espagne         |             |            |
| 10 pesetas  | ESP-10ptas1      | 18.50                 | 4,00 g                | Cupronickel           | portrait du roi Juan Carlos à gauche avec la mention JUAN CARLOS, REY DE ESPAÑA et le millésime               | la valeur faciale 10 PTAS autour des armoiries de l'Espagne        |             |            |
| 25 pesetas  | ESP-25ptas1982   | 26.50                 | 8,50 g                | Cupronickel           | portrait du roi Juan Carlos à gauche avec la mention JUAN CARLOS, REY DE ESPAÑA et le millésime               | la valeur faciale 25 PTAS sous la couronne royale                  |             |            |
| 50 pesetas  | 1984 50 Pesetas  | 30.30                 | 12,50 g               | Cupronickel           | portrait du roi Juan Carlos à gauche avec la mention JUAN CARLOS, REY DE ESPAÑA et le millésime               | la valeur faciale 50 PTAS autour des armoiries de l'Espagne        |             |            |
| 100 pesetas | 1984 100 Pesetas | 24.50                 | 9,35 g                | Bronze-Aluminium      | portrait du roi Juan Carlos à gauche avec la mention JUAN CARLOS, REY DE ESPAÑA et le millésime               | la valeur faciale 100 PTAS autour des armoiries de l'Espagne       |             |            |
| 200 pesetas | ESP-200ptas1     | 22.00                 | 8,30 g                | Cupronickel           | Le buste du roi Juan Carlos tourné de trois-quarts avec la mention JUAN CARLOS, REY DE ESPAÑA et le millésime | la valeur faciale 200 PTAS entre des rameaux d'olivier et de chêne |             |            |
| 500 pesetas | 1989 500 Pesetas | 28.00                 | 12,00 g               | Bronze-Aluminium      | Les bustes du roi Juan Carlos et de la reine Sophie avec la mention JUAN CARLOS Y SOFIA et le millésime       | la valeur faciale 500 PTAS à droite des armoiries de l'Espagne     |             |            |

- Les pièces de 5 pesetas des années 1990
- Les pièces de 25 pesetas des années 1990
- Les pièces de 50 pesetas des années 1990

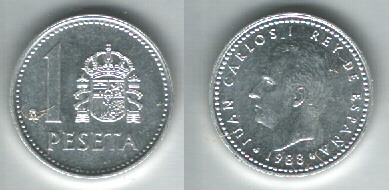
1 Peseta 1988

## Les pièces commémoratives
La série de pièces commémoratives de la Coupe du monde de football de 1982